# 김주범 (1976년)
김주범(金周範, 1976년 8월 1일 ~ )은 대한민국의 제5·6대 대구광역시 달서구의원이자, 제9대 대구광역시의원이다. 본적은 경상북도 상주시이다.

## 학력
- 대구종로국민학교 82회 졸업
- 경북대학교 사범대학 부설중학교 47회 졸업
- 영남고등학교 44회 졸업
- 계명대학교 행정학과 졸업 95학번
- 서울예술대학교 영화과 졸업 02학번

## 경력
- 1996.03.07 ~ 1998.05.06 육군 입대 제56보병사단(소총수 복무)
- 2000 제37대 계명대학교 총학생회장
- 2003 제41대 서울예술대학교 총학생회장
- 2006.07 ~ 2010.06 제5대 대구광역시 달서구의회 의원
- 2006.07 ~ 2008.07 제5대 대구광역시 달서구의회 전반기 복지환경위원회 위원
- 2006.08 ~ 2006.08 제5대 대구광역시 달서구의회 대곡동한실들국민임대주택단지예정지구지정(안)반대를위한대책특별위원회 간사
- 2006.07 ~ 2008.07 제5대 대구광역시 달서구의회 전반기 예산결산특별위원회 간사
- 2008.07 ~ 2010.06 제5대 대구광역시 달서구의회 후반기 복지환경위원회 위원
- 2008.09 ~ 2008.09 제5대 대구광역시 달서구의회 대구기상대두류정수장이전반대를위한대책특별위원회 간사
- 2008.07 ~ 2010.06 제5대 대구광역시 달서구의회 후반기 예산결산특별위원회 위원장
- 2010.07 ~ 2014.03 제6대 대구광역시 달서구의회 의원
- 2010.07 ~ 2012.07 제6대 대구광역시 전반기 복지환경위원회 위원장
- 2012.07 ~ 2014.03 제6대 대구광역시 후반기 예산결산특별위원회 위원장
- 최연숙 국회의원 선임비서관
- 최연숙 국회의원 보좌관
- 김예지 국회의원 선임비서관
- 2025.04 ~ 제9대 대구광역시의회 의원
- 2025.04 ~ 제9대 대구광역시의회 후반기 문화복지위원회 위원

## 역대 선거 결과
|  | 18.13% |

|  | 18.08% |

|  | 37.38% |

|  | 15.15% |

|  | 68.80% |